# Arturo Char
Arturo Char Chaljub (Barranquilla, 5 de noviembre de 1967) es un político colombiano de ascendencia siria, fue  Senador de la República de Colombia desde 2006 hasta 2023, estuvo fugitivo de la justicia, lanzaron una orden de captura internacional y se entregó a la justicia antes de la elección de su hermano, aún se encuentra preso en el batallón militar El paraíso en la ciudad de Barranquilla. También es cantante y fue presidente del equipo de fútbol Junior de Barranquilla.
Se desempeñó como Presidente del Senado, y, por consiguiente, del Congreso de Colombia, durante la legislatura 2020-2021, habiendo sido elegido con 75 votos a favor.
Actualmente tiene una investigación en la Corte Suprema de Justicia por fraude electoral e intervención de fuga de presos por Aída Merlano. Por dichos señalamientos renunció al senado en febrero de 2023 por lo que su proceso pasará de la Corte Suprema de Justicia a la justicia ordinaria.
El 6 de septiembre de 2023 se emitió una orden de captura en su contra por parte de la Corte Suprema de Justicia por los delitos de corrupción electoral y compra de votos. Además la orden iba sujeta con una circular roja para la Interpol debido a que reside en los Estados Unidos. El 7 de septiembre fue detenido en Barranquilla y trasladado a la cárcel La Picota, en Bogotá.

## Biografía

### Orígenes
Char nació en Barranquilla, el 5 de noviembre de 1967. Es hijo del empresario y dirigente político Fuad Char Abdala y de Adela Chaljub de Char. Es hermano del alcalde de Barranquilla Alejandro Char y de Antonio Char, expresidente de la cadena de almacenes Olímpica y del equipo de futbol Junior de Barranquilla.

## Carrera política
Su trayectoria política se ha identificado por:
| Partido político | Fecha Inicio        | Fecha Fin |
| Cambio Radical   | 20 de julio de 2006 |           |

### Cargos públicos
Entre los cargos públicos ocupados por Arturo Char Chaljub, se identifican:
| Cargo público           | Partido político | Fecha Inicio        | Fecha Fin            |
| Presidente del Congreso | Cambio Radical   | 20 de julio de 2020 | 20 de julio de 2021  |
| Senador de la República | Cambio Radical   | 20 de julio de 2006 | 6 de febrero de 2023 |

### Congresista de Colombia
En las elecciones legislativas de Colombia de 2006, fue elegido senador de la república de Colombia con un total de 61.634 votos.
Fue elegido en la noche del 20 de julio de 2020 como presidente del Congreso con 76 votos a favor, 20 en contra y 3 en blanco.

#### Iniciativas
El legado legislativo de Arturo Char Chaljub se identificó por su participación en las siguientes iniciativas desde el congreso:
- Proteger, promover y garantizar la efectividad y el libre ejercicio de los derechos de los consumidores, así como amparar el respeto a su dignidad y a sus intereses económicos (Aprobado en tercer debate).[16]
- Permitir la reelección inmediata de gobernadores y alcaldes (Archivado).[17]
- Propesta que los recursos del Sistema General de Participaciones de los departamentos, distritos y municipios sean inembargables (Retirado).[18]
- Regulación y modernización de las Sociedades de Mejoras Públicas, con el fin de garantizar el cumplimiento de su objeto social (Sancionado como ley).[19]
- Crear tarifas especiales para los estudiantes y personas de la tercera edad en que utilicen servicios públicos de transporte masivo de pasajeros en Colombia.[20]

## Controversias

### Imputación por compra de votos, concierto para delinquir y liberación por vencimiento de términos[21]
El 30 de junio de 2023, la Sala de Instrucción de la Corte Suprema de Justicia, bajo la magistrada Cristina Lombana, imputó a Arturo Char por los delitos de compra de votos y concierto para delinquir, basándose en las declaraciones de la excongresista Aída Merlano y señalando la presunta participación de la excandidata Lilibeth Llinás en el entramado ilegal de compra de votos en el Atlántico. Char guardó silencio inicialmente, pero afirmó que aportaría pruebas para desvirtuar las acusaciones.
Para sustentar su defensa, el abogado Iván Cancino solicitó a la Corte copia de correos electrónicos, grabaciones y demás evidencias recabadas por la Fiscalía, con el fin de preparar los descargos correspondientes.
Tras la orden de detención internacional emitida por el magistrado Marco Antonio Rueda Soto, Char permaneció fuera del país hasta septiembre de 2023, cuando regresó y fue capturado por la Policía Nacional para responder ante la justicia colombiana.
Sin embargo, el 8 de enero de 2024 el juez Carlos Humberto Coy Domínguez (juez sexto penal municipal de Santa Marta con función de control de garantías) ordenó la libertad inmediata de Char por vencimiento de términos, al haberse excedido los 120 días legales sin que la Fiscalía presentara la imputación definitiva. Esta decisión, solicitada vía habeas corpus por la defensa, generó polémica en la opinión pública.